# Kranjče
Kranjče este o localitate din comuna Cerknica, Slovenia.